# Golet v údolí
Golet v údolí je povídkový soubor českého spisovatele Ivana Olbrachta z roku 1937. Sestává ze dvou povídek a jedné novely (Zázrak s Julčou, Událost v mikve a O smutných očích Hany Karadžičové), které se odehrávají v malé židovské vesnici Polana na Podkarpatské Rusi. Slovo golet (resp. galut, hebrejsky: גלות) znamená v hebrejštině exil a je zde použito coby označení pro zmíněnou vesnici.
V roce 1995 natočil na motivy této knihy stejnojmenný film režisér Zeno Dostál. Hlavní roli v něm sehrál herec Ondřej Vetchý.

## Postavy
- Bajnyš Zisovič – kočí, má koně Julču a osm dětí: Chaim, Góbi, Šlojme, Sami, Hanele, Jentele, Pinkas, Gutman
- Rojza Zisovičová – žena Bajnyše
- Salomon Fux – obchodník, nejbohatší člověk v Polaně; má 4 děti: Benci, Céra, Laja, Sura
- Ester Fuxová – žena Salomona
- Herš Fux – obchodník, otec Solomona
- Srul Nachamkes – kovář
- Laja Nachamkesová – žena Srula
- pán (Jarda) turista – přišel do Polany s chotí, sháněl koně
- paní turistka – přišla do Polany s chotěm, dala Bajnyšovi staré oblečení
- Mojše Kahan – bédr, stará se o lázně; má 3 děti: Riva, Frojem, Dejvi
- Fajga Kahanová – žena Mojšeho
- Pinches Jakubovič – lamet vav, děti: Benci, Mendl, Hudja
- Brana Jakubovičová – žena Pinchesa
- Josef Šafar – zchudlý obchodník; má tři dcery: Hanele, Etelka,
- Abram Šafar – zámožný obchodník, otec Josefa
- maminka Šafarová – žena Josefa
- Hana Šafarová Karadžičová – dcera Josefa Šafara, jede do hachšary, žena Iva Karadžiče
- Ivo Karadžič – ateista, z Ostravy, vezme si Hanu
- Mordechaj Jid Fajnermann – starý vážený žid, každý den se koupe v mikve
- Lejb Abrahamovič – švec, přiveze do Polany revoluční myšlenky
- Rabi – přijede kvůli nedostatku vody v mikve
- Nusn Majerovič – kočí, veze Rabiho zpět do města
- Šlojme Kac – syn žebráka, uchází se o Hanele
- Andrij Dvuljo – najat Karadžičem, aby hlídal dům Šafarů